# Sunitinib
Sunitinib, nome comercial Sutent, é um fármaco utilizado no tratamento do carcinoma de células renais (RCC), tumores do estroma gastrointestinais (GIST) e câncer pancreático raro.As duas primeiras indicações foram aprovadas em 2006, tornando o fármaco o primeiro da classe contra o câncer a ter dois tipos diferentes de indicação; a última indicação foi realizada em 2011.

## Mecanismo de ação
Inibição de algumas proteínas quinases, enzimas que catalisam a fosforilação dos aminoácidos serina ou treonina e tirosina, através da transferência de uma unidade fosforila da molécula de ATP.
Estes alvos do fármaco, como os receptores de fator de crescimento derivado de plaquetas (PDGF-Rs) e receptores do fator de crescimiento endotelial (VEGFRs), tem papel importante na regulação angiogênese que fornece nutrientes essenciais ao tumor.
Sunitinib (Sutent, Pfizer Inc.) efetivo na inibição da sinalização de VEGFR e PDGFR em modelos murinos. Com 5 semanas de tratamento há o aumento de sobrevida, mas com concomitante exacerbação invasiva e mais agressiva do fenótipo do tumor.(5)
O aumento da invasividade no modelo murino foi mais que o dobro de incidência de tumores invasivos. (5)